# Trivendra Singh Rawat

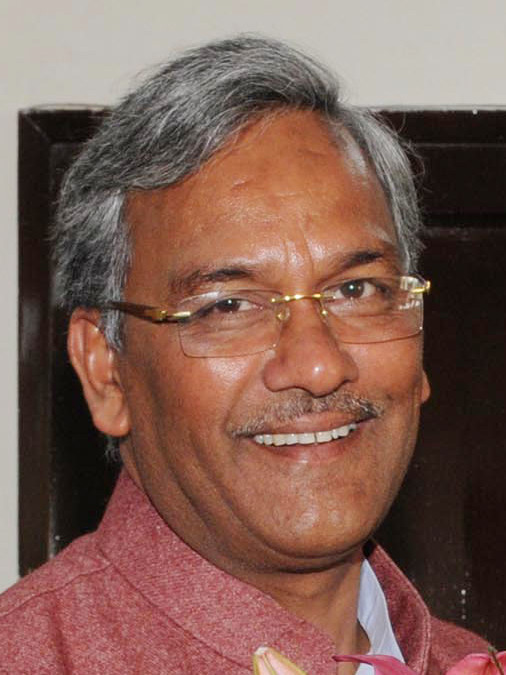
Trivendra Singh Rawat (2017)

Trivendra Singh Rawat (Hindi त्रिवेन्द्र सिंह रावत; * 20. Dezember 1960 in Khairasain, Distrikt Pauri Garhwal, Uttar Pradesh, heute Uttarakhand, Indien) ist ein indischer Politiker. Rawat war vom 18. März 2017 bis zum 9. März 2021 Chief Minister des Bundesstaats Uttarakhand.

## Biografie
Trivendra Singh Rawat wurde in einem kleinen Gebirgsdorf in Uttarakhand geboren. Er entstammt einer Familie mit soldatischer Tradition und sein Vater war ein Berufssoldat bei den Garhwal Rifles. Der Sohn besuchte die örtliche Schule und studierte später an der Garhwal University in Srinagar (Uttarakhand), wo er Abschlüsse in Journalistik und Geschichtswissenschaften erwarb.
Rawat schloss sich frühzeitig der Hindu-Kaderorganisation Rashtriya Swayamsevak Sangh (RSS) an und arbeitete 12 Jahre lang als pracharak („Freiwilliger“). Danach wurde er organisierender Sekretär (sangathan mantri) der Bharatiya Janata Party (BJP) im damals noch ungeteilten Uttar Pradesh. In dieser Zeit kam er mit dem späteren Premierminister Narendra Modi in Kontakt, der damals dieselbe Funktion in der BJP auf nationaler Ebene ausübte. Rawat nahm auch an der Agitation für die Schaffung eines eigenen Bundesstaats Uttarakhand teil (die von der BJP unterstützt wurde) und wurde deswegen mehrfach kurzzeitig inhaftiert. Im Jahr 2000 wurde dieses politische Ziel erreicht, bzw. durch die BJP-geführte Regierung unter Atal Bihari Vajpayee umgesetzt. Bei der ersten Wahl zum Parlament des neu gebildeten Bundesstaats Uttarakhand 2002 wurde Rawat als BJP-Abgeordneter im Wahlkreis 18-Doiwala gewählt. Den Wahlkreis konnte er bei der folgenden Wahl 2007 erneut gewinnen. In den Regierungen unter den Chief Ministern Bhuvan Chandra Khanduri (2007–2009) und Ramesh Pokhriyal (2009–2012) bekleidete er das Amt des Landwirtschaftsministers. Bei der Wahl 2012, die insgesamt für die BJP verloren ging, unterlag er gegen seinen Gegenkandidaten von der Kongresspartei im Wahlkreis 19-Raipur.
Nachdem die BJP bei der Parlamentswahl in Uttarakhand 2017 eine Dreiviertelmehrheit der Mandate errungen hatte, wurde Rawat am 18. März 2017 als neuer Chief Minister von Uttarakhand vereidigt.

## Rücktritt
Am 9. März 2021 trat Rawat von seinem Amt als Chief Minister von Uttarakhand zurück. Dem vorausgegangen war ein Treffen mit der Führungsspitze der BJP am Vortag in Delhi. Rawat erklärte, dass die Partei kollektiv beschlossen habe, die Führung der Bundesstaatsregierung in andere Hände zu legen. Hinsichtlich der Gründe für diese Entscheidung verwies er auf die BJP-Parteispitze in Delhi. Schon einige Tage zuvor hatte es Vermutungen gegeben, dass ein Wechsel des Chief Ministers anstünde, nachdem die Budgetdebatte im Parlament von Uttarakhand auf unbestimmte Zeit vertagt worden war und der nationale Vizepräsident der BJP, Raman Singh, am 6. März 2021 zu einer eilig einberufenen Sitzung mit der örtlichen Führungsspitze der BJP in Dehradun eingetroffen war. Beobachter mutmaßten, dass es unter den örtlichen BJP-Kadern zunehmende Unzufriedenheit mit dem Führungsstil des Chief Ministers gegeben hatte. Unter anderem wurden diesem Fehler bei Management der Flutkatastrophe vom 7. Februar 2021 im Nanda-Devi-Nationalpark vorgeworfen. Unpopulär waren bei der BJP-Klientel auch der 2019 verabschiedete Uttarakhand Char Dham Devasthanam Management Board Act, 2019, der 51 wichtige Hindu-Tempel und -Heiligtümer in Uttarakhand unter staatliche Aufsicht stellte und die geplante Schaffung einer neuen dritten Division (neben Garhwal und Kumaon) für die neue zukünftige Sommerhauptstadt Gairsain.

## Privates und Kontroversen
Rawat wird als gläubiger Hindu und Shiva-Verehrer beschrieben, der jedes Jahr zum Kedarnath-Tempel pilgert. Im Juli 2019 sorgte ein Video Rawats für Schlagzeilen, in dem er nicht nur die heilende Wirkung von Kuhmilch und -urin anpries, sondern auch erklärte, dass Kühe die einzigen Tiere seien, die Sauerstoff nicht nur ein-, sondern auch ausatmeten, und dass Lungenkranke durch den Aufenthalt in der Nähe von Kühen geheilt werden könnten.